# Джюличи (Теслич)
Джюличи (серб. Ђулићи) —  населённый пункт (село) в общине Теслич, который принадлежит энтитету Республике Сербской, Босния и Герцеговина. Расположен в 2 км к западу от центра города Теслич.

## Население
Численность населения посёлка Джюличи по переписи 2013 года составила 2 307 человек.
Этнический состав населения населённого пункта по данным переписи 1991 года:
- сербы — 710 (46,95 %),
- боснийские мусульмане — 673 (44,51 %),
- югославы — 37 (2,44 %),
- хорваты — 12 (0,79 %),
- прочие — 80 (5,29 %).

Всего: 1.512 чел.